# 284 př. n. l.

## Události
- v bitvě u jezera Vadimon porazily římské jednotky keltské vojsko

## Hlavy států
- Seleukovská říše – Seleukos I. Níkátor (312–281 př. n. l.)
- Egypt – Ptolemaios I. Sótér (310–282 př. n. l.) a Ptolemaios II. Filadelfos (285–246 př. n. l.)
- Bosporská říše – Spartacus III. (304–284 př. n. l.) » Pairisades II. (284–245 př. n. l.)
- Pontus – Mithridates I. (302–266 př. n. l.)
- Bithýnie – Zipoetes I. (326–278 př. n. l.)
- Sparta – Areus I. (309–265 př. n. l.) a Archidámos IV. (305–275 př. n. l.)
- Athény – Isaeus (285–284 př. n. l.) » Euthius (284–283 př. n. l.)
- Makedonie – Lýsimachos (288–281 př. n. l.)
- Epirus – Pyrrhos (297–272 př. n. l.)
- Odryská Thrácie – Cotys II. (300–280 př. n. l.)
- Římská republika – konzulové Lucius Caecilius Metellus Denter a Manius Curius Dentatus (284 př. n. l.)
- Syrakusy – Hicetas (289–280 př. n. l.)
- Numidie – Zelalsen (343–274 př. n. l.)